# Fascio di rette
In geometria euclidea un fascio di rette nel piano è l'insieme delle infinite rette passanti per un punto fissato, o anche l'insieme delle infinite rette parallele ad una retta data.

## Fascio proprio

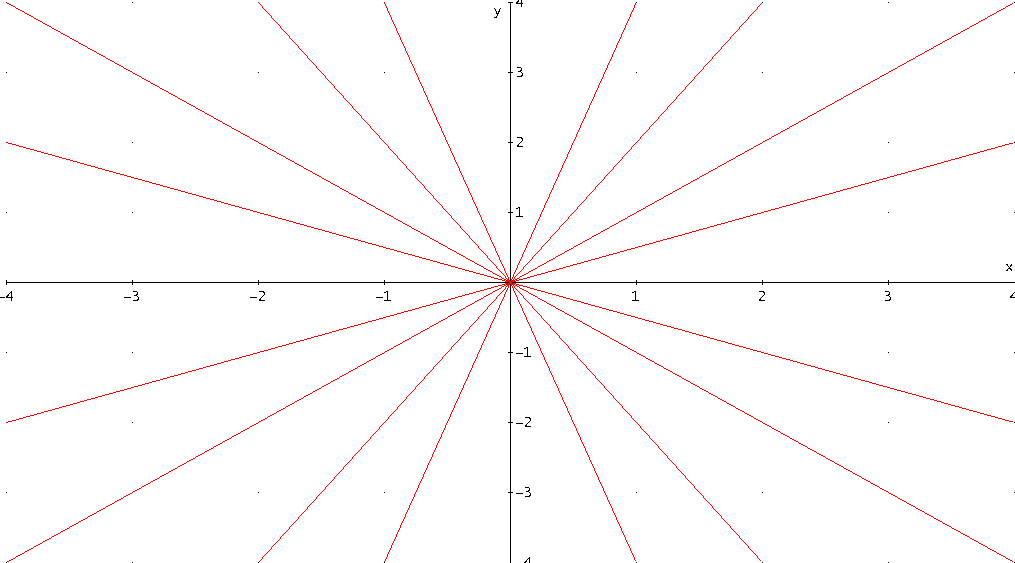
Un fascio proprio con centro nell'origine

Un fascio di rette si dice proprio se ogni sua retta passa per lo stesso punto, detto centro o sostegno del fascio. Questo punto è identificato dall'intersezione di due rette qualsiasi del fascio.
Un fascio proprio di rette è descritto da un'equazione simile a quella di una retta singola, ma in cui le costanti dipendono da un parametro k; ad ogni valore di k corrisponde una retta del fascio.
Tutte le rette di un fascio proprio, ad eccezione della retta verticale di equazione {\displaystyle x=x_{0}\ }, possono essere parametrizzate facendo dipendere il coefficiente angolare m e il termine noto q dal parametro k:
{\displaystyle y=m(k)x+q(k)\ }
Se il centro del fascio ha coordinate {\displaystyle (x_{0},y_{0})}, allora vale {\displaystyle q(k)=y_{0}-m(k)x_{0}} e l'equazione può essere scritta anche come
{\displaystyle y-y_{0}\,=m(k)(x-x_{0})\ }
Un'altra possibile parametrizzazione di tutte le rette del fascio passante per {\displaystyle (x_{0},y_{0})} è:
{\displaystyle (x-x_{0})\sin \alpha =(y-y_{0})\cos \alpha \ }
dove il parametro {\displaystyle \alpha } varia nell'intervallo {\displaystyle [0,\pi ]}

## Fascio improprio

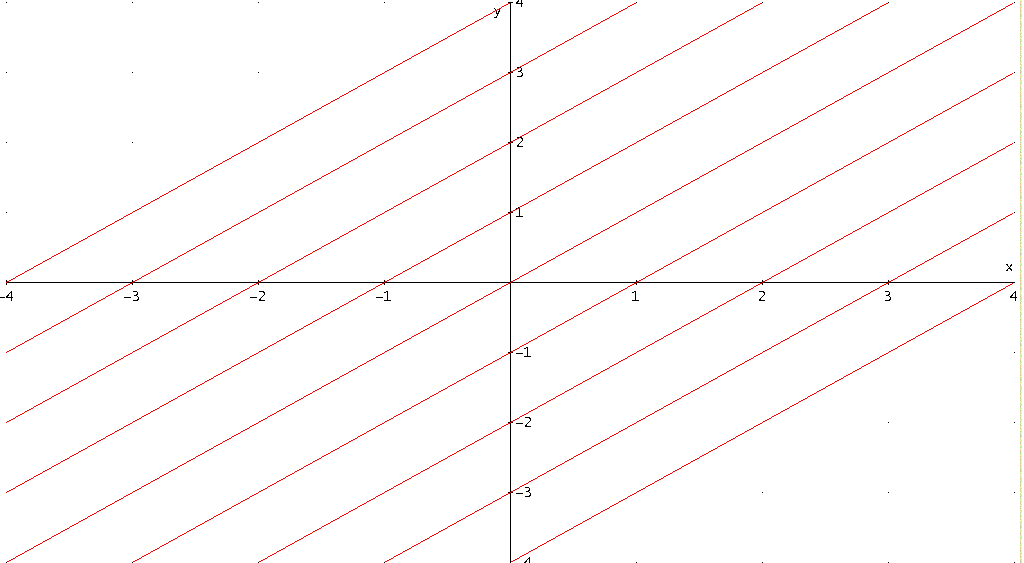
Un fascio improprio di rette.

Un fascio di rette si dice improprio se le sue rette sono tutte parallele tra loro.
Come per il caso del fascio proprio, tutte le rette di un fascio improprio possono essere parametrizzate osservando che ora il coefficiente angolare delle rette è costante. Il fascio di rette può essere parametrizzato come
{\displaystyle y=mx+q(k)\ }
oppure, nel caso di rette verticali, come
{\displaystyle x=q(k)\ }
Un'altra possibile parametrizzazione rispetto a k è:
{\displaystyle a(x-x_{0})+b(y-y_{0})=k\ }

## Retta esclusa da un fascio
Si dice esclusa la retta di un fascio non ottenibile per nessun valore di k. Tuttavia, si può affermare che ci si avvicina a tale retta man mano che il parametro k assume valori sempre maggiori o sempre minori, ossia quando {\displaystyle k\rightarrow \pm \infty }.

## Fasci di rette in tre dimensioni
Nello spazio euclideo a tre dimensioni l'insieme di tutte le rette passanti per uno stesso punto (oppure tutte parallele tra loro) è detto stella di rette. Un fascio di rette è invece il sottoinsieme delle rette che giacciono su uno stesso piano.

## Fasci di rette nelle geometrie non euclidee
All'interno delle geometrie non euclidee è possibile definire, in analogia con i fasci di rette, dei fasci di geodetiche. Per esempio in geometria iperbolica, dove la distanza più breve fra due punti è data da iperboli, si può parlare di un fascio di rette iperboliche. In questi casi la definizione di fascio improprio va trattata con maggiore attenzione.